# Práče (film)
Práče je československý černobílý válečný film z roku 1960 režiséra Karla Kachyni podle knihy Jana Mareše Práče z roku 1959, natočený ve Filmových ateliérech Barrandov. V hlavní dětské roli Michael Koblic, v dalších rolích Vladimír Hlavatý, Gustáv Valach a Vladimír Menšík. Film se natáčel v blízkosti města Příbram, ve Vojenském újezdu Brdy (Jordán).

## Obsazení
- Michael Koblic – František Bureš/ Práče
- Vladimír Hlavatý – velitel prádelny, desátník Krupka/ Slepejš
- Gustáv Valach – koktavý svobodník Šamonil
- Vladimír Menšík – vojenský kuchař Josef Pekárek
- Marie Magdolenová – Marijka Kalinčuková
- Bohuš Záhorský – krejčí a švec, děda Maralík
- Oldřich Musil – vojín Valda Heller
- Miloslav Holub – major Kubeš
- František Krahulík – desátník Kvačil
- Martin Ťapák – vojín Imrich Gallo
- Jan Pohan – tankista
- Ladislav Trojan – sovětský důstojník
- Stanislav Remunda – nadporučík Zlonický

## Obsah
Příběh devítiletého chlapce Františka Bureše, kterého jako sirotka osvobodí během 2 sv. války Sovětská armáda z koncentračního tábora ve východním Polsku, a který se poté dostane k armádnímu sboru bojujícímu o Dukelský průsmyk. Vojáci polní prádelny, k níž je František přidělen, si chlapce rychle osvojí. Františkovi, který získá pro své nadšení z války přezdívku Práče (podle dětských husitských válečníků), se ale u prádelny nelíbí. Nošení mýdla, počítání vypraného prádla a další pomocné práce ho nebaví. Neustále se snaží dostat do bojové akce, aby mohl prokázat svou statečnost. Mimo jiné zajme malou dívku Marijku, která omylem přešla frontu při pasení krávy Lysani. Vojáci se nakonec dohodnou, že ho naučí zacházet se zbraní a vyšlou ho jako spojku k dělostřelcům. Tam poprvé uvidí opravdové bojiště. Při jednom ze svých úkolů František odhalí německé špióny v sovětských uniformách a za to je vyznamenán medailí Za zásluhy. V závěru filmu obě děti za doprovodu velitele prádelny "Slepejše" (Vladimír Hlavatý) vstupují přes hranice na čerstvě osvobozená československá území.

## Zajímavosti
- O filmu vypráví ve svých vzpomínkách Vladimír Menšík, pod názvem Práče. [2]
- Ve filmu je uveden Michael Koblic jako Michal, a jde o jeho herecký debut.
- Dětský hrdina se v knize jmenuje Boris Síč a říkají mu Borko.